# Karolina Proțenko
Karolina Proțenko, menționată uneori Karolina Protsenko, (în ucraineană Кароліна Миколаївна Проценко, transliterat: Karolina Mîkolaiivna Proțenko; n. 3 octombrie 2008, Kiev, Ucraina) este o violonistă de origine ucraineană care interpretează muzică pop contemporană în Statele Unite ale Americii. Karolina este foarte cunoscută pe internet și a înregistrat spectacole de muzică stradală⁠(d), mai ales în zona Third Street Promenade din Santa Monica, California.

## Biografie
Karolina Proțenko s-a născut la Kiev, Ucraina. Părinții ei, Nikolai Proțenko și Ella Proțenko, cântă la chitară și, respectiv, la pian. În 2015, când Karolina avea șase ani, familia ei s-a mutat în California.
Proțenko a început să cânte la vioară în 2014, după ce a urmat cursuri, și interpretează în principal versiuni la vioară ale melodiilor pop contemporane.
În 2017, familia a început să susțină spectacole live pe străzile din Santa Monica, California, în primul rând pe Third Street Promenade. În 2021, postul de radio britanic Classic FM a remarcat un videoclip cu Proțenko și mama ei pianistă interpretând un aranjament din „Experience” de Ludovico Einaudi și a declarat că tânăra a obținut peste 800 de milioane de vizualizări prin talentul remarcabil de a interpreta la vioară piese muzicale clasice sau pop.
În 2019, Proțenko a apărut la show-ul prezentat de Ellen DeGeneres. Proțenko a colaborat cu alți artiști și YouTuberi: Angelica Hale, Allie Sherlock, Daniele Vitale, Albert Stanaj, Dang Matt Smith și Barvina, cântând la vioară. Pe 4 martie 2022, Proțenko a apărut la show-ul prezentat de Kelly Clarkson și a interpretat un duet din melodia „Guardian”, împreună cu Lindsey Stirling.
În noiembrie 2023, Proțenko și-a făcut debutul orchestral cu Orchestra Nova LA.
În ianuarie 2024, Proțenko, acompaniată de pianistul Hsin-I Huang, a interpretat Concertul pentru vioară al lui Mendelssohn în deschiderea unui masterclass pentru Orchestra de cameră din Los Angeles, ce a avut loc la Colburn School, urmat de un interviu realizat de Jennifer Koh.
În noiembrie 2024, site-ul creștin Crosswalk.com a republicat un articol postat de Godtube, despre un videoclip cu Proțenko cântând împreună cu adolescentul suedez Oscar Stembridge, pe care l-a descris drept „o adaptare frumoasă” a melodiei „Stand by Me”, și a numit-o pe Protsenko „un copil minune la vioară”.

## Discografie

### Albume
- My Dream (2018)
- FLY (2018)
- Sunflower (2019)
- Sky (2019)
- Finally Together (2022)